# Вест-Пойнт (Небраска)
Вест-Пойнт (англ. West Point) — місто (англ. city) в США, в окрузі Камінг штату Небраска. Населення — 3500 осіб (2020).

## Географія
Вест-Пойнт розташований за координатами 41°50′16″ пн. ш. 96°42′21″ зх. д. / 41.83778° пн. ш. 96.70583° зх. д. (41.837741, -96.705918). За даними Бюро перепису населення США в 2010 році місто мало площу 7,08 км², з яких 7,05 км² — суходіл та 0,02 км² — водойми.

## Демографія
Згідно з переписом 2010 року, у місті мешкали 3364 особи в 1432 домогосподарствах у складі 899 родин. Густота населення становила 475 осіб/км². Було 1580 помешкань (223/км²).
Расовий склад населення:
| - 87,7 % — білих - 0,4 % — корінних американців - 0,3 % — чорних або афроамериканців - 0,3 % — азіатів - 0,1 % — вихідців з тихоокеанських островів - 10,3 % — осіб інших рас |

До двох чи більше рас належало 1,0 %. Частка іспаномовних становила 16,8 % від усіх жителів.
За віковим діапазоном населення розподілялося таким чином: 25,5 % — особи молодші 18 років, 51,9 % — особи у віці 18—64 років, 22,6 % — особи у віці 65 років та старші. Медіана віку мешканця становила 43,2 року. На 100 осіб жіночої статі у місті припадало 92,6 чоловіків; на 100 жінок у віці від 18 років та старших — 88,9 чоловіків також старших 18 років.
Середній дохід на одне домашнє господарство становив 51 243 долари США (медіана — 41 676), а середній дохід на одну сім'ю — 62 797 доларів (медіана — 55 078). Медіана доходів становила 40 334 долари для чоловіків та 31 063 долари для жінок. За межею бідності перебувало 17,9 % осіб, у тому числі 31,1 % дітей у віці до 18 років та 12,4 % осіб у віці 65 років та старших.
Цивільне працевлаштоване населення становило 1540 осіб. Основні галузі зайнятості: освіта, охорона здоров'я та соціальна допомога — 26,0 %, виробництво — 22,3 %, роздрібна торгівля — 15,5 %.